# Félix Poullan
Félix Poullan, né à Nice le 27 avril 1857 (alors province de Nice du royaume de Sardaigne) et mort le 13 février 1918 à Nice (Alpes-Maritimes, France),  est un homme politique français, député des Alpes-Maritimes sous la Troisième République.

## Biographie
Félix Poullan est le fils d'André Poullan, avocat et adjoint au maire de Nice, et de Rose Clerissi.
Après des études de droit, il devient avocat à Nice.
Élu conseiller général d'Utelle (Alpes-Maritimes) en 1886, il devient ensuite conseiller général de St-Martin-Lantosque en 1894. Républicain progressiste, partisan d'Alfred Borriglione, il est élu député de Nice-campagne en 1898 et le reste jusqu'en 1918 et siège dans les différents groupes affiliés à l'Alliance républicaine démocratique. Il est enfin élu conseiller général de Roquebillière en 1904.

## Mandats
- Conseiller municipal de Nice.
- Conseiller général d'Utelle (1886-1894), de Saint-Martin-Lantosque (1894-1904) et de Roquebillière (1904-1918).
- Député de Nice-campagne (1898-1918).